# サンタナケリス
サンタナケリス (Santanachelys) は、中生代白亜紀にあたる約1億1,000万年前に生息していたカメの絶滅した属。爬虫綱・双弓亜綱・カメ目・プロトステガ科に属する。属名はブラジル・セアラー州、アラリペ盆地にある白亜紀の地層、サンタナ層より。 種名はアメリカ自然史博物館のユージン・ギャフニー博士にちなんで命名された。命名者は早稲田大学教授、平山廉。以前は最古のウミガメとされていたが2015年にDesmatocheys padillaiがより古い年代から発見されたため現在は異なる。

## 形態
甲長145ミリメートル、全長約20センチメートルと、ウミガメとしてはかなり小型である。鰭状の前脚を持つがサイズは小さく、特に第一、第二指は短い。現生種ではほとんど失われている指を曲げる関節構造がはっきりと残るなど、祖先である陸生のカメの特徴を色濃く残している。これは、サンタナケリスが極めて初期のウミガメであることを示している。また、ウミガメは体内の余分な塩分を排出するために涙腺が大きく発達することで知られているが、このため頭蓋骨の形状も陸生のカメとは異なる。この生物も涙腺を発達させている形跡が観察されている。このため、ウミガメの進化は涙腺の発達が先行し、鰭脚は水中に適応して以降に獲得したものであるとされる。

## 分布
南アメリカ、ブラジルより化石が産出。発見された標本は1体のみであるが、極めて良好な保存状態であったという。そのため骨格の詳細な形態が判明している。また、この生物が発見された白亜紀前期末あるいは中期の地層であるサンタナ層からはカメやワニ、恐竜や翼竜の化石が多数発掘されている。ただし、ここで産するカメの化石はほとんどが曲頸亜目のものであり、潜頸亜目であるサンタナケリスが発見されたのは極めて珍しいことであった。